# Garapita sinopia
Garapita sinopia är en insektsart som beskrevs av Keti Maria Rocha Zanol 2003. Garapita sinopia ingår i släktet Garapita, och familjen dvärgstritar. Inga underarter finns listade.